# Euceros serricornis
Euceros serricornis là một loài tò vò trong họ Ichneumonidae.